# Hermann Cardauns

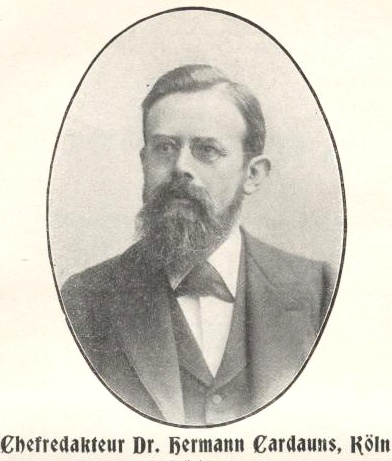
Hermann Cardauns, 1902

Bernhard Hermann Cardauns (* 8. August 1847 in Köln; † 14. Juni 1925 in Bonn, ± Melaten-Friedhof in Köln) war ein deutscher katholischer Historiker, Schriftsteller und Journalist.

## Studium
Cardauns begann, nachdem er in seiner Heimatstadt Köln das Dreikönigsgymnasium besucht und 1864 auf dem katholischen Apostelgymnasium das Abitur abgelegt hatte, 1865 17-jährig seine Studien der Geschichtswissenschaft und der klassischen Philologie an der Universität Bonn. Dort trat er in den K.St.V. Arminia im KV ein und war drei Semester im Vorstand, zuletzt im Wintersemester 1867/68 als Senior. Im Wintersemester 1866/67 war Cardauns vorübergehend an die Universität München gewechselt, wo er der KStV Ottonia angehörte. 1867 folgten Archivstudien in der Schweiz, später ergänzende Studien an der Universität Göttingen. 1868 wurde er in Bern mit einer Dissertation über die Reformation promoviert und legte sein philologisches Staatsexamen ab. 1870 wurde er Probekandidat am Kölner Marzellengymnasium, was jedoch scheiterte.

## Hochschullaufbahn
Deshalb wurde Cardauns 1869 Mitarbeiter der Historischen Kommission bei der Bayerischen Akademie der Wissenschaften. 1872 habilitierte er sich in Bonn für mittelalterliche Geschichte. Als Dozent in Bonn 1873–1876 hatte er anerkannte Erfolge. Zu den Teilnehmern seiner Seminarübungen gehörte Ludwig von Pastor, der spätere Biograf der Päpste.

## Journalistisches Wirken
Unter dem Eindruck des Kulturkampfs errechnete sich Cardauns nur geringe Aussichten auf eine Professur – sein im gleichen Jahr habilitierter Bundesbruder in der Arminia, Georg von Hertling, musste 17 Jahre auf eine Berufung warten. Cardauns verzichtete auf die venia legendi und ging 1876 bis 1907 als Chefredakteur zur Kölnischen Volkszeitung, die in der Folge das führende rheinische Zentrumsblatt wurde. Cardauns war damit einer der Leiter der deutschen Tagespublizistik. Er übernahm das Amt mitten in den heftigsten kirchenpolitischen Auseinandersetzungen, als ein verantwortlicher Redakteur stets mit einem Fuß im Gefängnis stand. Seine drei Schwestern waren als Ordensfrauen des Sacré Coeur bis zu ihrem Lebensende aus dem Reich ausgewiesen.
Einer breiten Öffentlichkeit bekannt wurde Cardauns durch die Entlarvung Léo Taxils als Hochstapler, und später durch seine Kritik an dem Schriftsteller Karl May. Cardauns hielt ab 1901 öffentliche Vorträge über „Literarische Kuriosa“, bei denen er sehr ausführlich auf Taxil und May einging. Cardauns nahm zu Lebzeiten die erste Stelle unter Karl Mays Feindbildern ein. Er hatte die Öffentlichkeit vor den Reiseberichten Mays gewarnt, die nicht auf Selbsterlebtem beruhten: „Der Schriftsteller war niemals in jenen fernen Ländern, die er so anschaulich und farbenprächtig beschrieben hat.“
In weiteren Aufsätzen griff er May wegen dessen Prozessen und angeblicher „abgrundtief unsittlicher“ Schreibweise an, der seinerseits auf das Heftigste öffentlich antwortete.

## Schriftstellerische Arbeiten
Neben der Tagespublizistik hatte Cardauns weitergehende wissenschaftliche und schriftstellerische Interessen. Er verfasste mehrere Biografien von Zentrumspolitikern, Festschriften über die Kölnische Volkszeitung, die Görresgesellschaft und den Kartellverband (KV). Hinzu kommen lokalgeschichtliche Arbeiten über Köln und seine autobiografischen Arbeiten.

## Politische und verbandliche Tätigkeit
1894 bis 1901 diente Cardauns seiner Vaterstadt Köln als Stadtverordneter, lehnt aber eine weitergehende politische Laufbahn ab. Er war Mitbegründer der Görres-Gesellschaft, leitete seit 1885 die Herausgabe der Vereinsschriften und war 1891–1913 Generalsekretär. Seine Leistungen für die Katholische Sache fanden verdiente Anerkennung, als Cardauns 1902 Präsident des 49. Deutschen Katholikentages in Mannheim wurde.

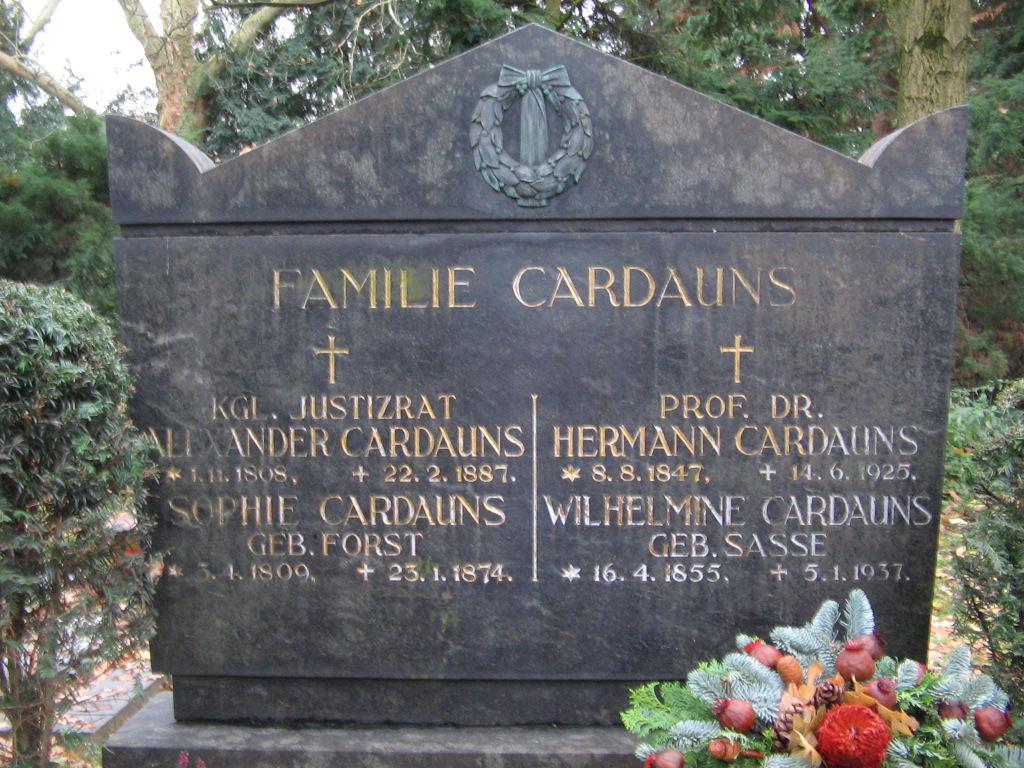
Familiengrab auf dem Melaten-Friedhof

## Familiärer Hintergrund
Cardauns war verheiratet und hatte sieben (manchen Quellen zufolge: acht) Kinder, darunter den im Ersten Weltkrieg als Kompaniechef gefallenen Sohn Ludwig Cardauns, ebenfalls Historiker und Habilitand an der Universität München.
Der Chemiker Ludwig Claisen ist ein Vetter von Cardauns.
Hermann Cardauns starb am 14. Juni 1925 und wurde in Köln auf dem Melaten-Friedhof (Lit. B) begraben.

## Bedeutung
Er war ein „bedeutender Kopf“ (Wilmont Haacke in der NDB) und ein „defensor fidei“ (Karl Hoeber). Er war der führende katholische Publizist der Kulturkampf-Zeit. Karl May schimpfte ihn einen „hyperultramontanen Redaktionspapst“.
Der im Vatikan wirkende Prälat Umberto Benigni, Gründer und ‘spiritus rector’ des antimodernistischen katholischen Geheimbundes Sodalitium Pianum, sah in Cardauns „eine Gefahr für den deutschen Katholizismus“.

## Werke
Biografien
- Konrad von Hochstaden. Erzbischof von Köln (1238–61). Köln 1880 (Digitalisat).
- Adolf Gröber. Volksvereins-Verlag GmbH, Mönchengladbach 1921 (Führer des Volkes; 30) (Digitalisat).

Kölner Lokalgeschichte
- Geschichten aus dem alten Köln. 1920.
- Alte Geschichten vom Rhein. Neuausgabe Hofenberg, Berlin 2019, ISBN 978-3-7437-3173-8.

Autobiografische Arbeiten
- Aus dem Leben eines deutschen Redakteurs. Bachem, Köln 1912 (Digitalisat).

Festschriften
- Die Görresgesellschaft 1876–1901. (Digitalisat).
- Fünfzig Jahre Kölnische Volkszeitung. 1910 (Digitalisat).
- Fünfzig Jahre Kartellverband (1863–1913). Festschrift zum goldenen Jubiläum des Verbandes der Katholischen Studentenvereine Deutschlands. Kempten, München, 1913.